# Wrath-fok
A Wrath-fok (gaelül: Am Parbh, Lewis-on: An Carbh; angol: Cape Wrath) egy fok a Skót-felföld Sutherland grófságában, mely a Brit-sziget legészaknyugatibb pontja. A neve, mely angol nyelven „harag” jelentéssel bír az óészaki „fordulópont” jelentésű szóból ered. A vikingek gyakran innen indultak vissza a hazájukba. (Itt kanyarodtak keletnek a hazavezető útra.)

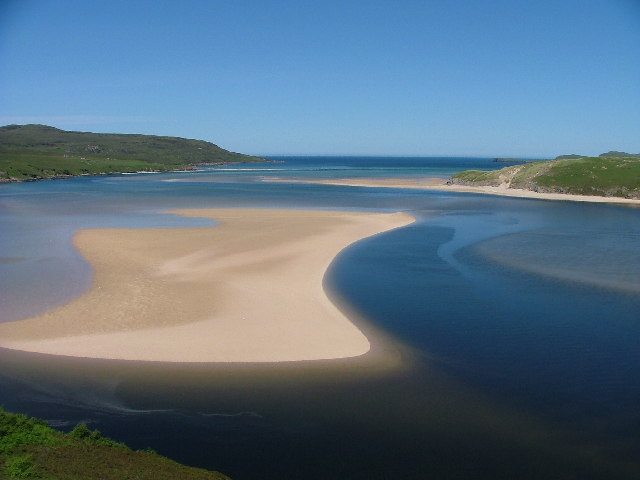
Kyle of Durness

A fok megközelíthető déli irányból gyalog, vagy a durnessi Keoldale-ből induló komppal a Kyle of Durnessen át. A komppal való megközelítés esetén az utolsó szakaszt gyalog, kerékpárral vagy kisbusszal kell megtenni. A világítótoronyhoz vezető 18 km-es út a látogatót egy elhagyatott, lényegében lakatlan régión vezeti át. A területet a Brit Királyi Légierő katonai gyakorlótérként használja bombavetési gyakorlatokhoz, emiatt a fokhoz vezető utazás az év egyes időszakaiban nem lehetséges. A fokon áll egy világítótorony, amit még 1828-ban egy Robert Stevenson nevű mérnök építtetett és 1998-ig rendelkezett személyzettel. Innen távolabb találhatók a Lloyd’s hajóforgalmat segítő jelzőállomásának romjai.
A Wrath-fok a Fort Williamből induló Cape Wrath Trail távolsági gyalogtúra végpontja. Innen mintegy 6,5 km-re találhatók a Clò Mór szirtjei, melyek a Brit-szigetek fő szigetének legnagyobb tengerparti sziklái. A Wrath-fok az egyike azon két helynek Nagy-Britanniában, melyekre az angolban a „cape” szót használják. A másik ilyen hely a Cape Cornwall (Cornwall-fok).

## Link
- A Wrath-fok világítótornyának története

## Fordítás
- Ez a szócikk részben vagy egészben  a   Cape Wrath című német Wikipédia-szócikk ezen változatának fordításán alapul.  Az eredeti cikk szerkesztőit annak laptörténete sorolja fel. Ez a jelzés csupán a megfogalmazás eredetét és a szerzői jogokat jelzi, nem szolgál a cikkben szereplő információk forrásmegjelöléseként.